# Hrabstwo Southampton

Piramida wieku hrabstwa

Hrabstwo Southampton – hrabstwo w USA, w stanie Wirginia, według spisu z 2000 roku liczba ludności wynosiła 17482. Siedzibą hrabstwa jest Courtland.

## Geografia
Według spisu hrabstwo zajmuje powierzchnię 1559 km², z czego 1551 km² stanowią lądy, a 8 km² – wody.

### Miasta
- Boykins
- Branchville
- Capron
- Courtland
- Ivor
- Newsoms

### CDP
- Sedley
- Southampton Meadows